# Tătulești
Tătuleşti è un comune della Romania di 1 197 abitanti, ubicato nel distretto di Olt, nella regione storica della Muntenia. 
Il comune è formato dall'unione di 6 villaggi: Bărbălăi, Lunca, Măgura, Mircești, Momaiu, Tătulești.